# Josep Guix i Torrent
Josep Guix i Torrent (Ripoll, 25 d'octubre de 1908 - Barcelona, 9 de novembre de 2003) fou un jugador de bàsquet català dels anys 1920 i 1930.

## Trajectòria
Nascut a Ripoll, tota la seva vida esportiva transcorregué al Laietà BC on jugà entre 1926 i 1942. Els tres darrers anys fou jugador-entrenador de l'equip. Guanyà diversos campionats de Catalunya i dos d'Espanya. A més fou president del Laietà entre 1964 i 1971, essent també President d'Honor. També fou internacional amb Catalunya, amb la que disputà els partits enfront l'Ambrosiana de Milà el 1929 i el Foyer Alsacien el 1930.